# 汎用ドッキングモジュール
汎用ドッキングモジュール(Universal Docking Module、UDM、ロシア語:)は、国際宇宙ステーションへのドッキングが計画されていたロシアのモジュールで、S.P.コロリョフ ロケット&スペース コーポレーション エネルギアとクルニチェフ国家研究生産宇宙センターが製造を行うとされていた。当初のデザインでは、ズヴェズダモジュールの地球側のポートにドッキングし、2つのロシア研究モジュールとミニ・リサーチ・モジュール2に結合する4つのドッキングポートを備える予定だったが、資金の不足のためロシア研究モジュールとミニ・リサーチ・モジュール2の製造が中止となり、このモジュール自体も中止となってしまった。
現在の計画では、ズヴェズダの地球側の位置には多目的実験モジュールが設置される予定である。さらにミニ・リサーチ・モジュール2の製造計画も復活しているが、その設置場所は、科学電力プラットフォームが予定されていた地球の反対側になった。
ISSのロシア提供要素の製造者であるS.P.コロリョフ ロケット&スペース コーポレーション エネルギアは、ドッキングポートを4個から6個に増やして改良したナーダルモジュールと2つの科学/エネルギーモジュールを2013年から2015年の間に打ち上げて、ISSを当初の計画と近い姿にすることを提案している。